# Fluktuace zaměstnanců
Fluktuace zaměstnanců je obměna pracovní síly na pracovišti, kdy dochází k náhradě jednoho pracovníka jiným.
Slovo fluktuace má původ v latině ve slově „fluctuare“, které se překládá jako houpání na vlnách či pohyb sem a tam. Pojem fluktuace se používal nejdříve v přírodních vědách pro nahodilé změny veličin, pak pronikl do sociologie nebo ekonomie. Slovník ekonomických pojmů definuje fluktuaci obecně jako kolísání či změnu, označuje se tak i častá změna zaměstnání. Fluktuant je pak pracovník, který často mění místo.

## Členění fluktuace

### Žádoucí a nežádoucí
Fluktuaci lze diferencovat více metodami. Jednou z nich je členění podle Zdeňka Dytrta, který přichází s pojmem žádoucí fluktuace, kdy je tento jev pro firmu pozitivní- situace kdy do firmy nastoupí nový pracovník s velkými znalostmi, bohatými zkušenostmi a dovednostmi. Firma získává know-how, s kterým přichází i možný rozvoj společnosti. Nežádoucí fluktuace je naopak taková situace, kde tento jev působí negativně nejen na firmu, ze které zaměstnanec odejde, ale i pro stát. Zaměstnanec je v tomto případě bez práce a stát má povinnost tomuto pracovníkovi vyplácet podporu v nezaměstnanosti po dobu znovuzískání nové práce.

### Dobrovolná a nedobrovolná
Jako další případ dělení fluktuace můžeme zmínit členění na dobrovolnou a nedobrovolnou, kterou uvádí Michael Armstrong, k dobrovolné fluktuaci dochází v případě, kdy se zaměstnanec sám rozhodne z firmy odejít. Pro organizace to znamená problém řešení přijetí náhradního zaměstnance a s tím spojené náklady na hledání a školení nového pracovníka. Potenciálním negativním dopadem může být také odchod některých stávajících zákazníků firmy, kteří byli na původního zaměstnance nějakým způsobem vázaní (např. jeho častí klienti). Na druhé straně Nedobrovolná fluktuace vzniká při jednostranném rozhodnutí firmy zaměstnance propustit. Může nastat také například odchodem pracovníka do důchodu nebo opuštění firmy ze zdravotních důvodů, což jsou vnější jevy, které vlastní vůlí nelze ovlivnit.

## Měření fluktuace
Fluktuaci zaměstnanců lze měřit celou řadou způsobu, nicméně základní metoda je měření pomocí míry odchodů- podle Michaela Armstronga. Výpočet se provádí pomoci jednoduchého vzorce, ve kterém vydělíme počet zaměstnanců, kteří během určitého období odešli, počtem zaměstnanců v tomtéž období a pro získání procentuálního rozdílu vynásobíme stem. Jako další metody, o kterých se Armstrong zmiňuje ve své knížce, jsou index stability, nebo míra přežití.  

## Stabilita zaměstnaneckého poměru
Při vstupu a uzavření kontraktu mezi pracujícím a organizací vznikají mezi těmito dvěma stranami očekávání, kupříkladu- podnik při přijímání nových pracovníků očekává přínos do firmy v podobě jejich schopností, dovedností a podobně. Pro zaměstnance za tento přínos firmě může být odměnou pracovní jistota, odpovídající plat, dobré pracovní prostředí, kariérní růst a mnoho dalších výhod. V takovémto případě se jedná o ideální stav. Nicméně je mnohdy tento kontrakt porušován, hlavně ze strany zaměstnavatele. Mezi nejčastější porušení patří například rozpor mezi slíbenou a skutečnou mzdou, či neodpovídající způsob hodnocení a s tím související pracovní růst. V tomto případě dochází ke ztrátě důvěry ze strany zaměstnance a možný odchod ze zaměstnání.

## Rezignace zaměstnanců
Tento stav se pojí především s dobrovolnou fluktuací, kde jí lze popsat jako ukončení pracovního poměru. Jde například o běžnou výpověď, a to vždy ze strany zaměstnance, nikoliv zaměstnavatele. Použijeme-li odborné názvosloví, uvádíme tzv. rezignaci očekávanou, kde organizace o úmyslu pracovníka opustit pracovní pozici ví, a pokud zná příčiny, může toto rozhodnutí s velkou pravděpodobností zvrátit. V případě druhém, kdy se jedná o rezignaci neočekávanou, je pro firmu menší šance si pracovníka u sebe udržet, jelikož přehlédla příčiny takové rezignace a pracovník je v tomto stádiu pevně rozhodnut.    

## Proces motivace
Motivace je pro fluktuaci velice důležitá skutečnost, neboť udržuje aktivitu člověka a usměrňuje jeho postup. Motivace je velice individuální, a proto ji nelze jednoduše a přesně vymezit a zobecnit. Je však jisté, že motivace pracovníka spočívá ve stanovení jeho cílů a s pomocí postupných kroků jejich dosahování. Odpovědnost za motivaci pracujících nesou manažeři, kteří s pomocí stimulačních nástrojů usilují o dosažení maximálních pracovních výkonů. 

## Příčiny fluktuace zaměstnanců
O důvodech pojednává například Michael Armstrong, který příčiny rozdělil do několika skupin. Mezi ty základní patří kupříkladu lepší finanční podmínky v podobě vyšší mzdy nebo platu, lepší kariérní perspektiva v nové firmě, příležitosti pro vlastní rozvoj svých schopností a dovedností, špatné vztahy s vedoucími nebo spolupracovníky v organizaci a v neposlední řadě osobní důvody, jako jsou nemoc, změna bydliště apod.
Možnými příčinami změn zaměstnání se zabýval i Ivan Nový, který rozčlenil příčiny do tří kategorií podle faktorů, které fluktuaci způsobují. Prvním důvodem, proč zaměstnanci opouštějí své pozice, jsou mimopodnikového faktory. Znamená to tedy, že firma nemá možnost tyto faktory ovlivnit. Do této kategorie můžeme zařadit společenskou prestiž, či atraktivnost daného povolání.Další skupinou jsou faktory podnikového charakteru. Tyto faktory jsou vytvářeny podnikem, který je sleduje a je schopen je ovlivňovat. Do této kategorie patří nízký plat, nevyhovující pracovní podmínky, špatná organizace práce a mnoho dalších faktorů, které se kombinují. Posledním faktorem jsou osobní charakteristiky jednotlivých zaměstnanců. Řadíme sem například věk, kdy fluktuace mladých lidí je zpravidla vyšší, než u těch starších. Rodinný stav, vzdělání nebo pohlaví též determinuje to, jestli lidé mění zaměstnání.

## Důsledky fluktuace
Míra fluktuace má velký vliv na chod podniku, s kterým vedení musí počítat. Ohrožení pro organizaci přichází ve chvíli, kdy míra fluktuace je vysoká a odcházet začínají i vysoce kvalifikovaní pracovníci s cennými znalostmi. Tento odchod je pro firmu nepříznivý, jelikož musí hledat náhradu za bývalé zaměstnance, které vedou k nepředpokládaným nákladům. Pro firmu to jednoduše znamená, že musí vynaložit další finanční prostředky na hledání nového zaměstnance, které souvisí se vstupními pohovory, administrativou a dalšími náležitostmi. Zaměstnavatel musí vynaložit značné prostředky, a to vede ke snížení hospodářského výsledku společnosti.